# Elias Muukka
Elias Muukka, bis 1870 Elias Kaijansinkko (* 10. Juni 1853 in Lemi, Großfürstentum Finnland; † 2. Oktober 1938 in Helsinki, Finnland), war ein finnischer Landschaftsmaler der Düsseldorfer Schule.

## Leben
Muukka war Sohn des Bauern Matti Kaijansinkko und dessen Frau Christina Muukka. Bereits als Kind in Wyborg interessierte sich Muukka für die Zeichnung. Dieses Interesse vertiefte er in den Jahren 1874 bis 1877, als er die Zeichenschule des Finnischen Kunstvereins in Helsinki besuchte. Danach reiste er nach Düsseldorf, wo er in den Jahren 1877/1878 an der Königlich Preußischen Kunstakademie eingeschrieben war. Dort waren Andreas Müller und Heinrich Lauenstein seine Lehrer. 1880/1881 hielt er sich in Paris auf und besuchte die Académie Colarossi. Anschließend kehrte er nach Finnland zurück und arbeitete als Kunstlehrer an verschiedenen weiterführenden Schulen. 1883 heiratete er Anni Agnes Fagerlund († 1931). 1924 wurde ihm die Ehrenmitgliedschaft des Finnischen Kunstvereins zuerkannt, 1928 erhielt er den Titel Professor.

## Werke (Auswahl)

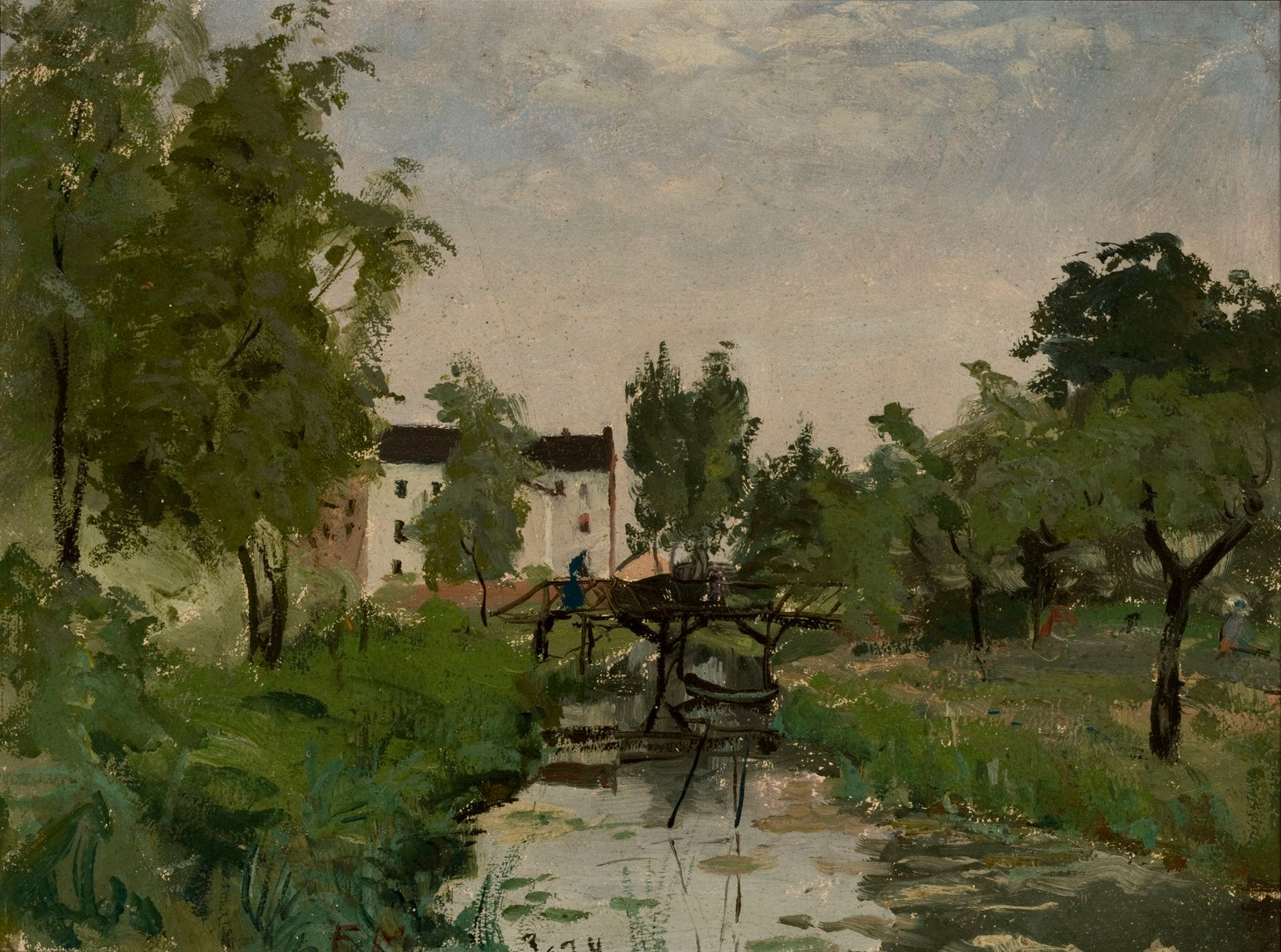
Landskap från Düsseldorf, 1878, Finnisches Nationalmuseum

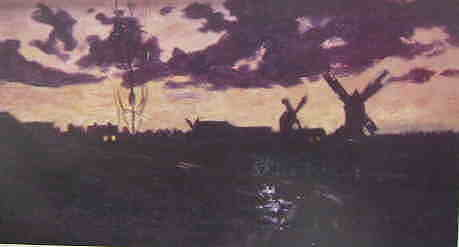
Natt i Önningeby (Nacht in Önningeby), 1888

- Landskap från Düsseldorf, 1878, Finnisches Nationalmuseum
- Uthus på Övre Knapans, 1888
- Natt i Önningeby, 1888
- Fiske i skymningen, 1890
- Läsestund, 1899
- Väinämöinens sång, 1903
- Idylliskt sommarlandskap, 1905
- Landskap från Klemis, 1911
- Talvinen maisema (Winterlandschaft), 1924, Finnisches Nationalmuseum
- Selbstporträt, 1926
- Altarbild in der Kirche von Kokijärvis: Jesus i Getsemane, 1920er Jahre
- Ljusets lek i skogen, 1932